# Euroleague Basketball 2020-2021 - Play-off
La fase dei play-off della Euroleague Basketball 2020-2021 si è disputata dal 21 aprile al 4 maggio 2021.
Le serie sono al meglio delle 5 partite, secondo il formato 2-2-1: ovvero le gare 1, 2 e 5 si giocano in casa delle teste di serie (prime quattro classificate della stagione regolare). La squadra che si aggiudicherà tre gare si qualificherà per la Final Four.
Dall'introduzione del nuovo formato nel 2016, Real Madrid, Fenerbahçe e CSKA Mosca sono le uniche squadre che non hanno mai fallito la qualificazione ai play-off.

## Squadre qualificate
| Pos | Squadra               | G  | V  | P  | PF   | PS   | DP   | Seeding            |
| --- | --------------------- | -- | -- | -- | ---- | ---- | ---- | ------------------ |
| 1   | Barcellona            | 34 | 24 | 10 | 2706 | 2469 | +237 | Teste di serie     |
| 2   | CSKA Mosca            | 33 | 23 | 10 | 2724 | 2576 | +148 | Teste di serie     |
| 3   | Anadolu Efes          | 34 | 22 | 12 | 2838 | 2604 | +234 | Teste di serie     |
| 4   | Olimpia Milano        | 34 | 21 | 13 | 2720 | 2599 | +121 | Teste di serie     |
| 5   | Bayern Monaco         | 34 | 21 | 13 | 2633 | 2599 | +34  | Non teste di serie |
| 6   | Real Madrid           | 34 | 20 | 14 | 2667 | 2593 | +74  | Non teste di serie |
| 7   | Fenerbahçe            | 34 | 20 | 14 | 2661 | 2679 | −18  | Non teste di serie |
| 8   | Zenit San Pietroburgo | 34 | 20 | 14 | 2670 | 2547 | +123 | Non teste di serie |

## Tabellone
| Squadra 1      | Totale | Squadra 2            | Gara 1  | Gara 2  | Gara 3  | Gara 4  | Gara 5  |
| -------------- | ------ | -------------------- | ------- | ------- | ------- | ------- | ------- |
| Barcellona     | 3 – 2  | Zenit S. Pietroburgo | 74 – 76 | 81 – 78 | 78 – 70 | 61 – 74 | 79 - 53 |
| CSKA Mosca     | 3 – 0  | Fenerbahçe           | 92 – 76 | 78 – 67 | 85 – 68 | –       | –       |
| Anadolu Efes   | 3 – 2  | Real Madrid          | 90 – 63 | 91 – 68 | 76 – 80 | 76 – 82 | 88 – 83 |
| Olimpia Milano | 3 – 2  | Bayern Monaco        | 79 – 78 | 80 – 69 | 79 – 85 | 82 – 85 | 92 – 89 |

### Barcellona - Zenit San Pietroburgo
| Arbitri: | Robert Lottermoser Emin Mogulkoc Milan Nedovic |

|                               |            |                               |
| Davies 18 Higgins 15 Kuric 12 | Punti      | 19 Pangos 12 Thomas 11 Rivers |
| Higgins 6                     | Assist     | 9 Pangos                      |
| Davies 9                      | Rimbalzi   | 6 Black                       |
| Šarūnas Jasikevičius          | Allenatori | Xavier Pascual                |

| Arbitri: | Luigi Lamonica Damir Javor Anne Panther |

|                              |            |                                |
| Davies 22 Higgins 15 Kuric 9 | Punti      | 23 Pangos 17 Thomas 12 Hollins |
| Calathes 4                   | Assist     | 3 Pangos, Rivers               |
| Davies 8                     | Rimbalzi   | 7 Black                        |
| Šarūnas Jasikevičius         | Allenatori | Xavier Pascual                 |

| Arbitri: | Matej Boltauzer Tomislav Hordov Uros Nikolic |

|                                         |            |                               |
| Baron 19 Poythress 14 Pangos, Thomas 10 | Punti      | 22 Davies 16 Higgins 13 Kuric |
| Pangos 6                                | Assist     | 6 Calathes                    |
| Thomas 9                                | Rimbalzi   | 8 Davies                      |
| Xavier Pascual                          | Allenatori | Šarūnas Jasikevičius          |

| Arbitri: | Saša Pukl Fernando Rocha Mehdi Difallah |

|                                          |            |                                |
| Pangos 22 Poythress 12 Hollins, Black 11 | Punti      | 19 Calathes 13 Higgins 8 Kuric |
| Pangos 8                                 | Assist     | 4 Higgins                      |
| Thomas 9                                 | Rimbalzi   | 6 Mirotić                      |
| Xavier Pascual                           | Allenatori | Šarūnas Jasikevičius           |

| Arbitri: | Robert Lottermoser Otegs Latisevs Tomislav Hordov |

|                                  |            |                                       |
| Higgins 15 Calathes 12 Davies 11 | Punti      | 11 Poythress 9 Baron 7 Thomas, Pangos |
| Calathes 5                       | Assist     | 10 Pangos                             |
| Davies 8                         | Rimbalzi   | 5 Poythress, Black                    |
| Šarūnas Jasikevičius             | Allenatori | Xavier Pascual                        |

### CSKA Mosca - Fenerbahçe
| Arbitri: | Luigi Lamonica Otegs Latisevs Gytis Vilius |

|                                            |            |                                         |
| Hackett, Clyburn 20 Voigtmann 12 Antonov 9 | Punti      | 27 De Colo 12 Brown 11 O'Quinn, Gudurić |
| Clyburn 5                                  | Assist     | 5 Barthel                               |
| Voigtmann 10                               | Rimbalzi   | 6 O'Quinn                               |
| Dīmītrīs Itoudīs                           | Allenatori | Igor Kokoškov                           |

| Arbitri: | Miguel Angel Perez Milan Nedovic Uros Nikolic |

|                                     |            |                                        |
| Hackett 14 Shengelia 11 Kurbanov 10 | Punti      | 27 Gudurić 9 Barthel, de Colo 8 Pierre |
| Hackett 9                           | Assist     | 3 Gudurić                              |
| Shengelia]7                         | Rimbalzi   | 5 Brown                                |
| Dīmītrīs Itoudīs                    | Allenatori | Igor Kokoškov                          |

| Arbitri: | Robert Lottermoser Saša Pukl Tomasz Trawicki |

|                                |            |                                     |
| de Colo 22 Gudurić 10 Veselý 8 | Punti      | 34 Clyburn 22 Lundberg 11 Voigtmann |
| de Colo, Düverioğlu 3          | Assist     | 5 Lundberg                          |
| Biberović 7                    | Rimbalzi   | 7 Clyburn, Lundberg                 |
| Igor Kokoškov                  | Allenatori | Dīmītrīs Itoudīs                    |

### Anadolu Efes - Real Madrid
| Arbitri: | Sreten Radović Saša Pukl Tomasz Trawicki |

|                                |            |                                        |
| Beaubois 19 Şanlı 16 Larkin 14 | Punti      | 13 Thompkins 10 Tavares 9 Laprovíttola |
| Simon 6                        | Assist     | 4 Laprovíttola                         |
| Şanlı 8                        | Rimbalzi   | 9 Tavares                              |
| Ergin Ataman                   | Allenatori | Pablo Laso                             |

| Arbitri: | Matej Boltauzer Mehdi Difallah Saulius Racys |

|                                |            |                                    |
| Micić 23 Larkin 21 Beaubois 11 | Punti      | 17 Thompkins 11 Fernández 9 Garuba |
| Beaubois 6                     | Assist     | 10 Laprovíttola                    |
| Micić, Moerman, Simon 4        | Rimbalzi   | 6 Garuba                           |
| Ergin Ataman                   | Allenatori | Pablo Laso                         |

| Arbitri: | Luigi Lamonica Fernando Rocha Anne Panther |

|                                    |            |                                |
| Llull 20 Abalde 11 Tyus, Garuba 10 | Punti      | 29 Micić 18 Beaubois 9 Dunston |
| Llull 7                            | Assist     | 6 Micić                        |
| Garuba 10                          | Rimbalzi   | 7 Dunston                      |
| Pablo Laso                         | Allenatori | Ergin Ataman                   |

| Arbitri: | Sreten Radović Otegs Latisevs Milan Nedovic |

|                                         |            |                               |
| Garuba 24 Carroll 20 Fernández, Llull 8 | Punti      | 23 Beaubois 22 Larkin 9 Micić |
| Llull 8                                 | Assist     | 8 Larkin                      |
| Garuba 12                               | Rimbalzi   | 6 Dunston, Singleton          |
| Pablo Laso                              | Allenatori | Ergin Ataman                  |

| Arbitri: | Matej Boltauzer Fernando Rocha Uros Nikolic |

|                                |            |                                         |
| Singleton 26 Micić 18 Simon 17 | Punti      | 17 Laprovíttola 12 Thompkins 10 Carroll |
| Micić 5                        | Assist     | 4 Laprovíttola, Abalde                  |
| Singleton 8                    | Rimbalzi   | 7 Tavares, Garuba                       |
| Ergin Ataman                   | Allenatori | Pablo Laso                              |

### Olimpia Milano - Bayern Monaco
| Arbitri: | Juan Carlos Garcia Fernando Rocha Tomislav Hordov |

|                                 |            |                                                       |
| LeDay 17 Rodríguez 13 Punter 11 | Punti      | 23 Seeley 10 Johnson, Baldwin 7 Gist, Reynolds, Šiško |
| Delaney 4                       | Assist     | 6 Šiško                                               |
| LeDay 7                         | Rimbalzi   | 6 Seeley                                              |
| Ettore Messina                  | Allenatori | Andrea Trinchieri                                     |

| Arbitri: | Saša Pukl Otegs Latisevs Emin Mogulkoc |

|                                   |            |                                              |
| Punter 20 Rodríguez 13 Shields 12 | Punti      | 23 Baldwin 11 Gist, Lučić, Reynolds 7 Zipser |
| Rodríguez 4                       | Assist     | 6 Baldwin                                    |
| Hines, LeDay 7                    | Rimbalzi   | 8 Lučić                                      |
| Ettore Messina                    | Allenatori | Andrea Trinchieri                            |

| Arbitri: | Damir Javor Mehdi Difallah Gytis Vilius |

|                                              |            |                                                   |
| Lučić 27 Zipser, Baldwin 11 Šiško, Johnson 9 | Punti      | 18 Delaney 11 Rodríguez, Shields 8 Punter, Datome |
| Šiško 8                                      | Assist     | 3 Hines, Roll                                     |
| Johnson 9                                    | Rimbalzi   | 4 LeDay                                           |
| Andrea Trinchieri                            | Allenatori | Ettore Messina                                    |

| Arbitri: | Matej Boltauzer Juan Carlos Garcia Tomislav Hordov |

|                                 |            |                                        |
| Baldwin 18 Zipser 16 Johnson 12 | Punti      | 28 Delaney 17 Shields 10 LeDay, Punter |
| Baldwin 4                       | Assist     | 5 Shields                              |
| Johnson 7                       | Rimbalzi   | 7 Evans, Shields                       |
| Andrea Trinchieri               | Allenatori | Ettore Messina                         |

| Arbitri: | Sreten Radović Miguel Angel Perez Gytis Vilius |

|                                |            |                                  |
| Shields 33 Delaney 16 Hines 12 | Punti      | 19 Reynolds 17 Baldwin 7 Johnson |
| Rodríguez 7                    | Assist     | 5 Baldwin                        |
| Hines 7                        | Rimbalzi   | 9 Reynolds, Johnson              |
| Ettore Messina                 | Allenatori | Andrea Trinchieri                |

## Miglior giocatore della giornata
| Giornata | Giocatore      | Squadra              | PIR | Note  |
| -------- | -------------- | -------------------- | --- | ----- |
| 1–2      | Kevin Pangos   | Zenit S. Pietroburgo | 33  | [ 1 ] |
| 1–2      | Brandon Davies | Barcellona           | 33  | [ 1 ] |
| 3–4      | Will Clyburn   | CSKA Mosca           | 38  | [ 2 ] |
| 5        | Shavon Shields | Olimpia Milano       | 41  | [ 3 ] |